# Магна Германия
Магна Германия (Magna Germania) или Голяма Германия или Древна Германия е римска провинция и е част от Германия източно от Рейн и северно от Дунав. По-късно римляните я наричат Барбарикум, територията от другата страна на граничния Limes, където живеят варварите. Източната граница е река Елба, а югоизточната граница е река Молдава.

- Магна Германия, 2 век по Птолемей
- Римските провинции с Магна Германия